# Impatiens phahompokensis
Impatiens phahompokensis är en balsaminväxtart som beskrevs av Tatemi Shimizu och Suksathan. Impatiens phahompokensis ingår i släktet balsaminer, och familjen balsaminväxter. Inga underarter finns listade i Catalogue of Life.